# 朱傳熙
朱傳熙（?—?），湖北省荊州府江陵縣人，清朝政治人物、同進士出身。
光緒三年（1877年），参加丁丑科殿試，登進士三甲第135名。同年五月，經吏部掣簽，授即用知縣。